# Calyptis idonea
Calyptis idonea là một loài bướm đêm trong họ Noctuidae.